# Gretchen Ulion
Gretchen Ulion, verh. Silverman, (* 4. Mai 1972 in Marlborough, Connecticut) ist eine ehemalige US-amerikanische Eishockeyspielerin. Ulion war von 1994 bis 1998 Mitglied der Frauen-Eishockeynationalmannschaft der Vereinigten Staaten und wurde mit dieser bei den Olympischen Winterspielen 1998 in Nagano Olympiasiegerin.

## Karriere
Ulion verbrachte ihre Highschool-Zeit bis 1990 an der The Loomis Chaffee School in Windsor im Bundesstaat Connecticut und wechselte von dort ans Dartmouth College. Während ihrer vierjährigen Zeit am College spielte sie dort für das Universitätsteam in der ECAC Hockey. Mit der Mannschaft gewann sie zweimal die Meisterschaft der Ivy League und wurde ebenso oft zur Spielerin des Jahres der Division ernannt. Sie beendete ihre Collegekarriere schließlich mit Abschlüssen in Geschichte und Wirtschaft sowie als eine der besten Spielerinnen, die jemals am Dartmouth College gespielt hatte. Sie stellte Schulrekorde in den Kategorien Punkte und Tore auf. Ulion erzielte in den vier Jahren 312 Scorerpunkte, worunter sich 189 Tore befanden.
Nach Beendigung ihrer Collegezeit wechselte Ulion in den US-amerikanischen Eishockeyverband USA Hockey. In den folgenden vier Jahren spielte sie bei den Weltmeisterschaften 1994 und 1997. Bei beiden Turnieren gewann die Stürmerin die Silbermedaille. Beim erstmals ausgetragenen Fraueneishockeyturnier im Rahmen der Olympischen Winterspiele 1998 im japanischen Nagano krönte sie schließlich ihre Karriere mit dem Gewinn der Goldmedaille. Im Finalspiel steuerte sie den ersten der drei Treffer der US-Amerikanerinnen bei. Anschließend beendete sie ihre aktive Karriere. Sie arbeitete fortan als Lehrerin, unter anderem an der Pingree School in Hamilton im Bundesstaat Massachusetts. Seit 2013 ist die inzwischen verheiratete Silverman als Lehrerin und Eishockeytrainerin an der Taft School in Watertown im Bundesstaat Connecticut angestellt.

## Erfolge und Auszeichnungen
- 1991 Ivy-League-Meisterschaft mit dem Dartmouth College
- 1993 Ivy-League-Meisterschaft mit dem Dartmouth College

### International
- 1994 Silbermedaille bei der Weltmeisterschaft
- 1997 Silbermedaille bei der Weltmeisterschaft
- 1998 Goldmedaille bei den Olympischen Winterspielen

## Karrierestatistik

### International
Vertrat die USA bei:
- Weltmeisterschaft 1994
- Weltmeisterschaft 1997
- Olympischen Winterspielen 1998

(Legende zur Spielerstatistik: Sp oder GP = absolvierte Spiele; T oder G = erzielte Tore; V oder A = erzielte Assists; Pkt oder Pts = erzielte Scorerpunkte; SM oder PIM = erhaltene Strafminuten; +/− = Plus/Minus-Bilanz; PP = erzielte Überzahltore; SH = erzielte Unterzahltore; GW = erzielte Siegtore; 1 Play-downs/Relegation; Kursiv: Statistik nicht vollständig)